# Lizzie Borden – Mord aus Verzweiflung
Lizzie Borden – Mord aus Verzweiflung (Originaltitel: Lizzie) ist ein Kriminalfilm von Craig William Macneill, der am 19. Januar 2018 im Rahmen des Sundance Film Festivals erstmals gezeigt wurde und am 14. September 2018 in die US-Kinos kam. Die Filmbiografie erzählt aus dem Leben von Lizzie Borden, die 1892 des Mordes an ihrem Vater und ihrer Stiefmutter mit einer Axt verdächtigt und freigesprochen wurde.

## Handlung
Fall River im Jahr 1892: Lizzie Borden beginnt eine Beziehung mit Bridget Sullivan, dem jungen irischen Hausmädchen der Familie. Nach dem gewaltsamen Tod ihres Vaters und ihrer Stiefmutter wird Lizzie des Mordes verdächtigt.

## Biografischer Hintergrund

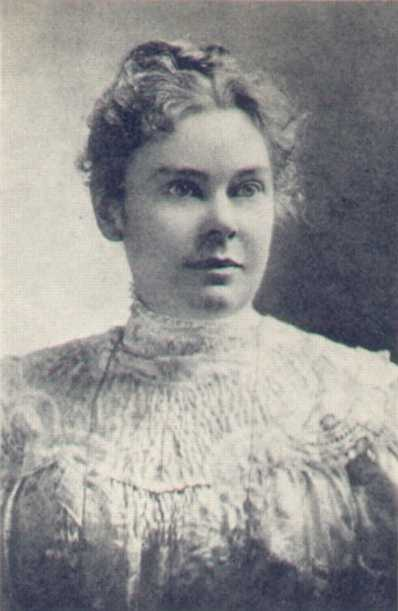
Lizzie Borden wurde des Mordes an ihrem Vater und ihrer Stiefmutter verdächtigt

Die 1860 in Fall River in Massachusetts geborene Lizzie Borden wurde des Mordes an ihrem Vater und ihrer Stiefmutter im Jahr 1892 verdächtigt und danach freigesprochen. Die Umstände der Verhandlung und der Urteilsspruch erweckten große mediale Aufmerksamkeit. Bis heute ist der tatsächliche Tathergang nicht vollständig geklärt. Ihr Vater Andrew Borden hatte Abby Durfee Grey geheiratet und Lizzie den Umgang mit der besseren Gesellschaft verboten. Lediglich in der Kirche durfte sie sich noch engagieren, weshalb sie einen Hass auf ihren Vater entwickelte. Neben vielen Theorien darüber, wer tatsächlich die Morde begangen hatte und warum, entstand aus dem Vorfall ein eindringlicher Kinderreim: „Lizzie Borden took an ax and gave her mother 40 whacks. When the job was finally done, she gave her father 41.“ („Lizzie Borden nahm eine Axt und verpasste ihrer Mutter 40 Schläge. Als die Sache schließlich erledigt war, gab sie ihrem Vater 41 [Schläge].“)

## Produktion
Regie führte Craig William Macneill Das Drehbuch stammt von Bryce Kass
Chloë Sevigny übernahm die Titelrolle von Lizzie Borden. Kristen Stewart spielt Bridget Sullivan, eine junge Zofe, die für die Familie arbeitet. Jamey Sheridan spielt Lizzies Vater Andrew Borden, Fiona Shaw seine neue Frau Abby. Jay Huguley ist in der Rolle William Henry Moody zu sehen.
Die Filmmusik wurde von Jeff Russo komponiert. Der Soundtrack zum Film, der insgesamt 19 Musikstücke umfasst, wurde am 26. Oktober 2018 von Lakeshore Records als Download veröffentlicht.
Die Dreharbeiten fanden in Savannah in Georgia statt und wurden Anfang Dezember 2016 beendet.
Nachdem der Film ursprünglich im Mai 2017 im Rahmen der Filmfestspiele von Cannes vorgestellt werden sollte, feierte er am 19. Januar 2018 im Rahmen des Sundance Film Festivals seine Premiere. Am 14. September 2018 kam der Film in die US-Kinos.

## Rezeption

### Kritiken
Amy Nicholson von Variety meint, stimmungsvolle Visuals und eine starke Besetzung interpretierten die berüchtigte Axt-Mörderin Lizzie Borden als Heldin, die das Patriarchat getötet hatte. Auch wenn sie in Wirklichkeit eine Soziopathin gewesen sein mag, so Nicholson weiter, habe der Film ihr Leben mit viel Emotion gefüllt, auch wenn die männlichen Journalisten, die über Borden berichteten, einfach nicht mitfühlen wollten.

### Auszeichnungen
Sundance Film Festival 2018
- Nominierung für den Grand Jury Prize im U.S. Dramatic Competition (Craig William Macneill)